# Elektródaszárító
Az elektródaszárító egy olyan eszköz, mely segítségével hegesztő elektródák bevonatát száríthatjuk meg. Számos olyan eset állhat fent, amikor ez a bevonat nedvességet kap, és emiatt nem lehet vele olyan szépen dolgozni, és a varrat minősége is gyengébb lesz. Azért, hogy az elektródákat ne kelljen kidobni, és az elvégzett munka minősége is megfelelő legyen, sokan elektródaszárítót használnak. Emellett ugyanezekkel az eszközökkel van, hogy előmelegítik az elektródákat, ezáltal elkerülhető a hólyagosodás. 
Az elektródaszárítók 50 és 300 °C közötti hőmérsékleten működnek. Ha vannak a varrat hidrogéntartalmával összefüggő követelmények, akkor használat előtt az alacsony hidrogéntartalmú bázikus elektródák szárítása szükséges.
Fontos: a cellulózelektródák szárítása tilos. Amennyiben ezek a nedvesség miatt károsodnak, már használhatatlanná válnak.
Az elektródaszárítók olyanok, akár a sütők, csak sokkal kisebb méretűek. Általában henger alakúak, az elektródák fentről helyezhetők bele. Megfelelő lezárás után általában a hőmérséklet beállítása következik. Az elektródaszárító jelez, amikor befejezte a munkát.